# Eleições estaduais em Pernambuco em 1952
As eleições estaduais em Pernambuco em 1952 ocorreram no dia 23 de outubro por imperativo legal devido à vacância no poder executivo estadual após a morte do governador Agamenon Magalhães e a falta do cargo de vice-governador. Em 1950 foram eleitos vinte governadores de estado, todavia Pernambuco figurou entre os sete estados onde não existia a figura do vice-governador numa decisão respaldada pela falta de uma determinação expressa a respeito, daí a linha de sucessão designar o presidente da Assembleia Legislativa como substituto imediato do governador. No caso em exame o poder ficou nas mãos de Antônio Torres Galvão. Deputado estadual no exercício do segundo mandato consecutivo, administrou até a posse de seu sucessor em 12 de dezembro de 1952. Por sua vez, o cargo de vice-governador foi instituído apenas em 23 de maio de 1957 cabendo a Otávio Correia a honra de ser eleito pelos deputados estaduais como o primeiro titular da referida posição.
Eleito sob votação recorde para ocupar o Palácio do Campo das Princesas, o advogado Etelvino Lins é formado na Universidade Federal de Pernambuco. Nascido em Sertânia, trabalhou como telegrafista na Empresa Brasileira de Correios e Telégrafos antes de sua graduação. Durante a interventoria de Carlos de Lima Cavalcanti foi nomeado promotor de justiça nas cidades de Goiana e Caruaru. Mais tarde ocupou um cargo equivalente ao de chefe dos delegados de polícia do interior assumindo depois um cargo similar em Recife debelando a Intentona Comunista.
Secretário de Governo do interventor Amaro Vilanova e secretário de Segurança Pública na gestão de Agamenon Magalhães, foi ungido sucessor deste em 20 de fevereiro de 1945 quando o mesmo reassumiu o cargo de ministro da Justiça nos últimos meses da Era Vargas. Em dezembro, Etelvino Lins foi eleito senador pelo PSD e seu pai, Ulisses Lins, foi eleito deputado federal pelo mesmo partido. Exerceu o mandato até ser eleito governador em 1952 ostentando os recordes de maior votação nominal e maior votação percentual da história pernambucana a partir de uma coligação entre o seu partido e os arquirrivais da UDN num movimento que capturou as legendas de médio porte isolando o PSB e a candidatura de Osório Borba.
Outro efeito dessa eleição extemporânea foi a efetivação do médico Djair Brindeiro como senador na vaga aberta pela vitória do novo governador. A posse do novo representante pernambucano na Câmara Alta do Parlamento foi realizada em janeiro de 1953 mantendo a cadeira nas mãos do PSD.

## Resultado da eleição para governador
A consulta aos arquivos do Tribunal Superior Eleitoral não pôde determinar o comparecimento dos eleitores devido a uma imprecisão quanto ao número de votos nulos. Foi possível visualizar apenas os 268.793 votos nominais e os 3.601 votos em branco.
| Candidatos a governador do estado | Candidatos a vice-governador | Número | Coligação                                       | Votação | Percentual |
| --------------------------------- | ---------------------------- | ------ | ----------------------------------------------- | ------- | ---------- |
| Etelvino Lins PSD                 | Não havia -                  | -      | Coligação Pernambucana (PSD, UDN, PSP, PDC, PL) | 211.393 | 78,65%     |
| Osório Borba PSB                  | Não havia -                  | -      | PSB (sem coligação)                             | 57.400  | 21,35%     |
| Fontes:                           |                              |        |                                                 |         |            |